# František Häckel
František Häckel var en tjeckoslovakisk längdåkare som tävlade under 1920-talet.
Häckel var med i det första världsmästerskapet 1925 där han slutade tvåa på 50 kilometer.